# Bielefelder Stadtwald

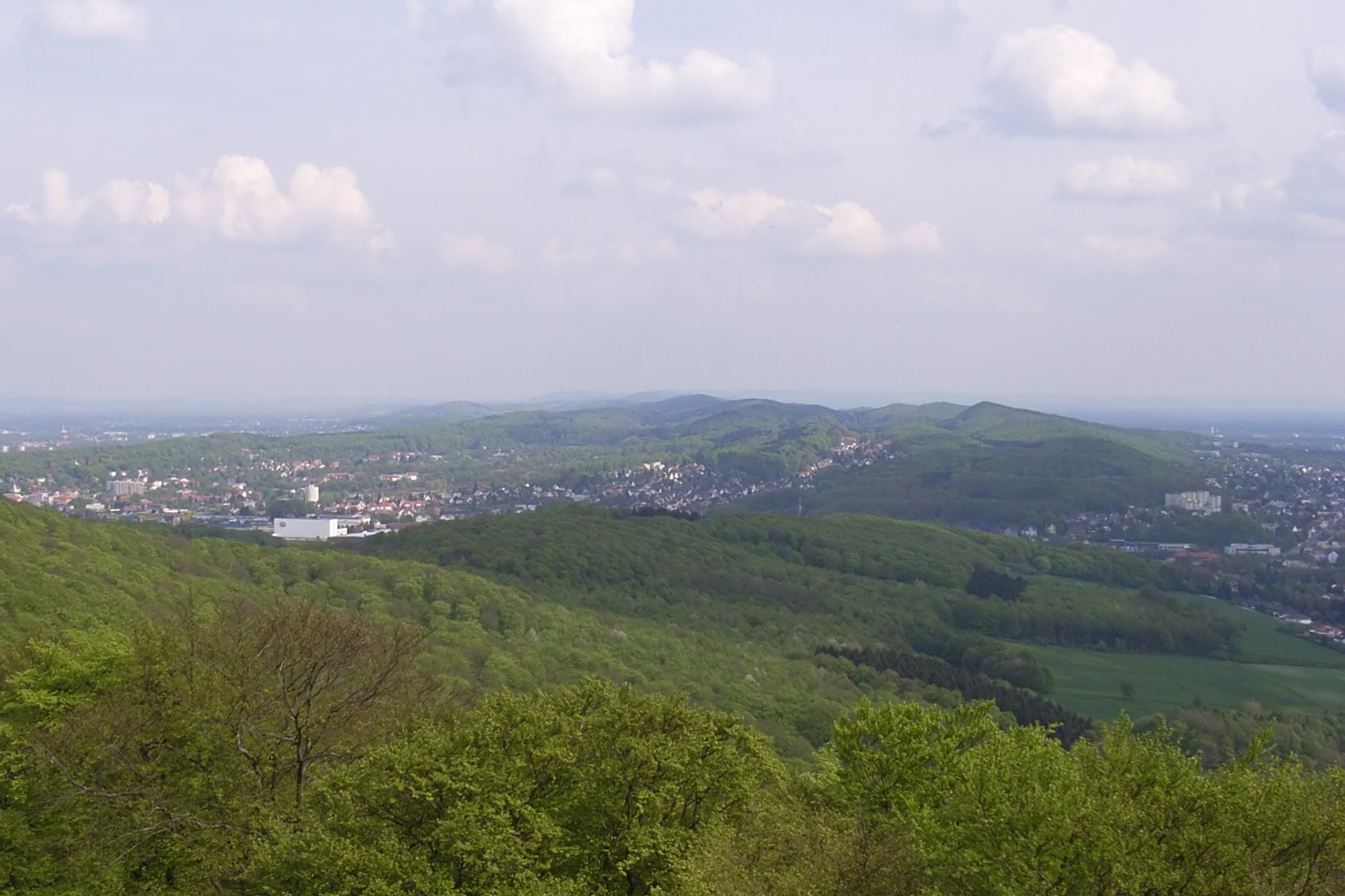
Blick vom Aussichtsturm Hünenburg mit Teilen des Stadtwalds

Der Bielefelder Stadtwald ist ein kommunaler Wald in Bielefeld. Er hat eine Fläche von 2.256 ha und umfasst damit etwa 43 % der Waldfläche und 8,7 % der Gesamtfläche der ostwestfälischen Stadt. 83,4 % gehören der Stadt Bielefeld, der Rest den dortigen Stadtwerken.

## Geographie

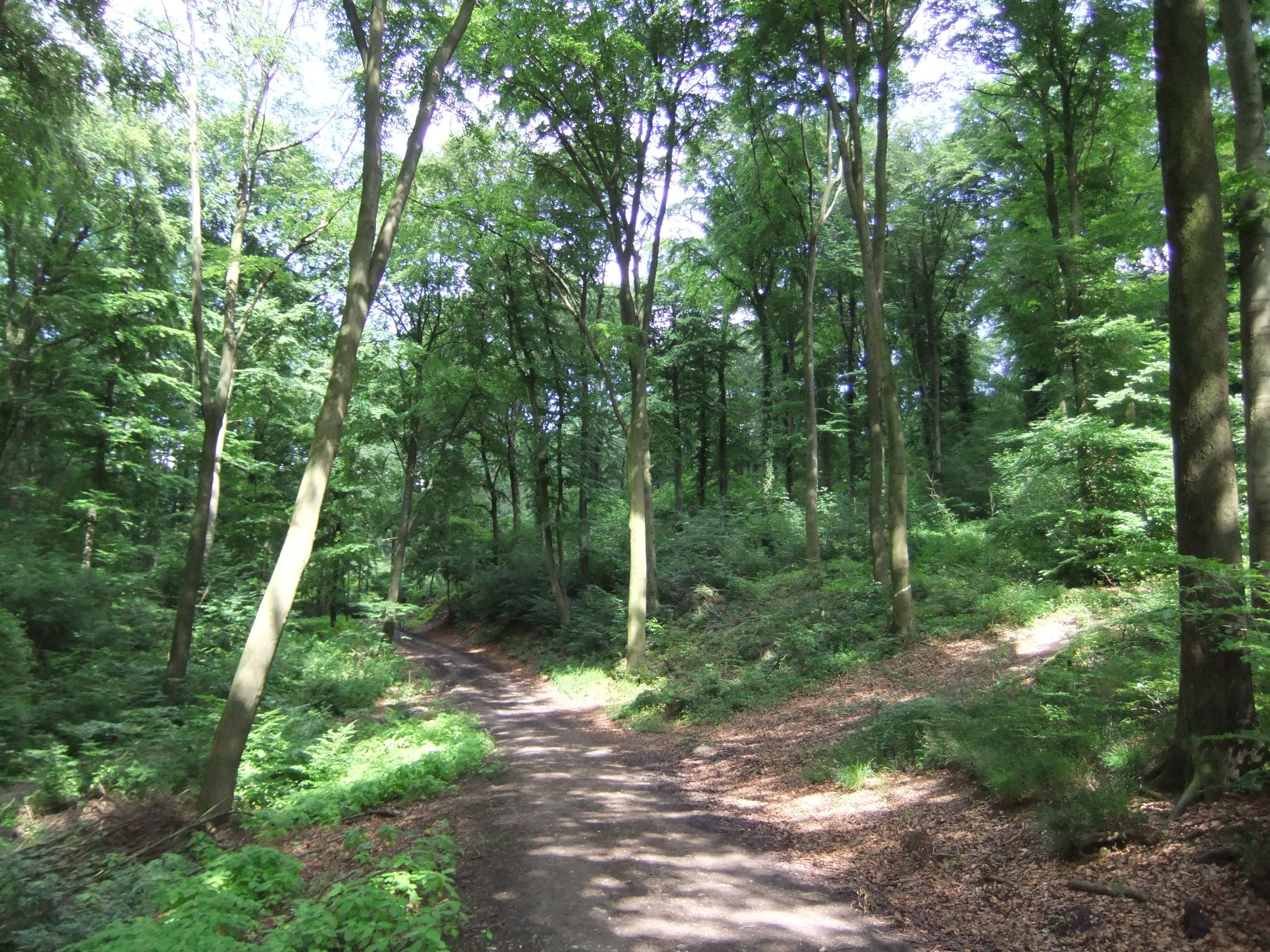
Im Bielefelder Stadtwald

Der Stadtwald verteilt sich auf etwa 650 Flächen. Der Großteil davon befindet sich zwischen dem Natur- und Geopark TERRA.vita und dem Naturpark Teutoburger Wald / Eggegebirge.
Die beiden größten zusammenhängenden Gebiete befinden sich im Stadtbezirk Gadderbaum und dem anschließenden Dornberg in der Umgebung des Johannisbergs sowie an der Grenze zwischen Senne und Sennestadt.
Der Bielefelder Stadtwald befindet sich überwiegend im Wuchsgebiet Weserbergland und hat im Allgemeinen eine Durchschnittstemperatur von 7–9 °C im Jahr sowie einen Niederschlag von 650–900 mm/a, allerdings ist ein Teil des Stadtwaldes von höheren Niederschlagwerten betroffen, da er an der Luvseite liegt. Dort treten sind bis zu 1200 mm/a Niederschlag zu messen. Die Vegetationsperiode dauert jährlich je nach Höhenlage zwischen 140 und 170 Tage.
Durch die geologische Vielfalt des Teutoburger Waldes und der an ihn angrenzenden Landschaften treten unterschiedliche Böden im Stadtwald auf. Entsprechend ihrer Nährstoffkapazitäten und Horizonte ermöglichen sie einen vielfältigen Bewuchs. Die häufigsten Bodentypen sind Rendzinen, Braunerden sowie Gleye.
Die folgende Tabelle gibt einen Überblick über die Verteilung der Baumarten:
| Art      | Anteil |
| -------- | ------ |
| Buchen   | 31 %   |
| Eichen   | 9 %    |
| Pappeln  | 4 %    |
| Sonstige | 12 %   |

| Art                          | Anteil |
| ---------------------------- | ------ |
| Fichten, Douglasien, Lärchen | 22 %   |
| Kiefern                      | 21 %   |
| Sonstige                     | 1 %    |

## Naturschutzgebiete
Circa 450 ha des Gebiets sind Naturschutz- und Flora-Fauna-Habitat-Gebiete. Ein Neuntel dieser Fläche wird in keiner Form bewirtschaftet. Darunter fallen zum Beispiel der Naturwald Kahler Berg sowie das Naturschutzgebiet Finnteiche in Senne.

## Nutzung

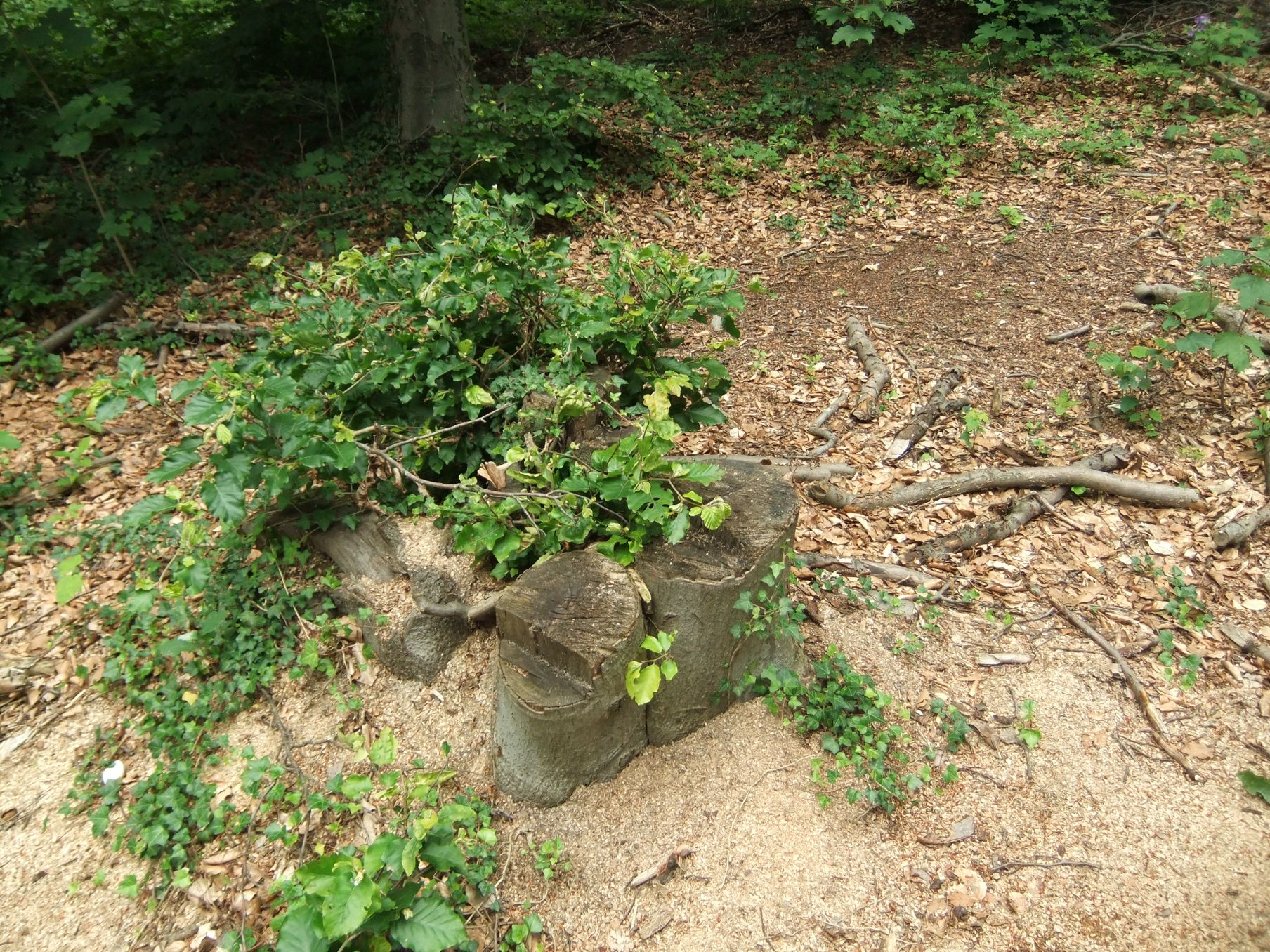
Stockausschlag und Niederwaldbewirtschaftung am Frölenberg

Die Bewirtschaftung des Stadtwalds erledigen die Umweltbetriebe Bielefeld mit ihrer Forstverwaltung für die neben den ökonomischen Aspekten der Waldnutzung der Schutz und die Erholungsfunktion des Waldes eine Rolle spielen. Ebenso werden auf 460 km die Waldränder zur Abwendung von Schäden gesichert.  Die Umweltbetriebe führen insbesondere am Frölenberg eine Niederwaldbewirtschaftung durch, die von der Verwaltung als Förderung der Artenvielfalt und ästhetische Aufgabe verstanden wird, denn Niederwälder sind durch Stockausschlag oder Wurzelbrut entstandene Gehölze, die in Deutschland kaum noch bewirtschaftet werden. Die gesamte Bewirtschaftung des Stadtwaldes vollzieht sich nach den Kriterien der naturnahen Waldwirtschaft. Darüber hinaus werden die Waldstücke zur Saatgutgewinnung genutzt. Am Lönkert wird eine Mittelwaldwirtschaft betrieben. Der Holzeinschlag beträgt pro Jahr 10.000 Festmeter/m3, pro Hektar 4,43 Festmeter/m3, der Holzzuwachs 11.280 beziehungsweise 5,0 Festmeter/m3.
Neben der forstlichen Bewirtschaftung hat der Wald für die Großstadt Bielefeld eine hervorgehobene Funktion als städtischer Erholungsraum. Entsprechend der Größe des Waldgebiets haben sich mehrere Nutzungen etabliert. Besonders zu erwähnen sind der Hermannsweg, der Teilstücke des Waldes durchquert, der Heimat-Tierpark Olderdissen, der sich im Stadtwald befindet, sowie die Nutzung für Mountain-Bike-Strecken. Große Bereiche sind durch Wanderwege erschlossen, in einigen Bereichen befinden sich Lehrpfade.